# Saison 5 d'Alias
Chronologie
Saison 4
Cet article présente la cinquième saison de la série d'espionnage américaine Alias.

## Distribution

### Acteurs principaux
- Jennifer Garner (VF : Laura Blanc) : Sydney Bristow
- Victor Garber (VF : Marcel Guido) : Jack Bristow
- Ron Rifkin (VF : Max André) : Arvin Sloane
- Carl Lumbly (VF : Jean-Louis Faure) : Marcus Dixon
- Kevin Weisman (VF : José Luccioni) : Marshall J. Flinkman
- Rachel Nichols (VF : Dominique Vallée) : Rachel Gibson
- Balthazar Getty (VF : Patrick Borg) : Thomas Grace (15 épisodes)
- Amy Acker (VF : Sybille Tureau) : Kelly Peyton (13 épisodes)
- Élodie Bouchez (VF : elle-même) : Renée Rienne (9 épisodes)
- Michael Vartan (VF : Éric Legrand) : Michael Vaughn (7 épisodes)

### Acteurs récurrents
- Tyrees Allen (VF : Benoît Allemane) : Gordon Dean (6 épisodes)
- Mía Maestro (VF : Barbara Delsol) : Nadia Santos (6 épisodes)
- David Anders (VF : Denis Laustriat) : Julian Sark (5 épisodes)
- Greg Grunberg (VF : Cyrille Artaux) : Eric Weiss (3 épisodes)
- Lena Olin (VF : Tania Torrens) : Irina Derevko (3 épisodes)
- Amanda Foreman (VF : Vanina Pradier) : Carrie Bowman (2 épisodes)
- James Handy (VF : Jean-Pierre Rigaux) : Ben Devlin, Directeur de la CIA (2 épisodes)
- Bradley Cooper (VF : Damien Boisseau) : Will Tippin (1 épisode)
- Merrin Dungey (VF : Isabelle Ganz) : Francie Calfo (1 épisode)
- Gina Torres (VF : Pascale Vital) : Anna Espinosa (1 épisode)
- Keone Young (VF : Jean-Pierre Rigaux) : Professeur Choy (1 épisode)

### Invités
- Angus Macfadyen (VF : Bruno Dubernat) : Joseph Ehrmann (3 épisodes)
- Patrick Bauchau (VF : lui-même) : Dr Aldo Desantis (2 épisodes)
- John Aylward (VF : Raoul Delfosse) : Jeffrey Davenport (2 épisodes)
- Michael Massee : Dr Gonzalo Burris (2 épisodes)
- Caroline Goodall (VF : Josiane Pinson) : Elizabeth Powell (1 épisode)

## Liste des épisodes
Sources : Annu Séries

### Épisode 1:Prophète 5
- États-Unis : 29 septembre 2005 sur ABC
- France : 29 septembre 2006 sur M6

- Tyrees Allen (Gordon Dean)
- Greg Grunberg (Eric Weiss)
- David Marshall Grant (Ivan Curtis)
- Leon Russom (James Lehman)

Sydney et Vaughn partent en vacances en amoureux à Santa Barbara. Alors que Michael fait d'importantes révélations à Sydney, une voiture les percutent violemment. De faux policiers arrivent dur les lieux de l'accident. Sydney parvient à s'enfuir mais Vaughn est emmené en hélicoptère par des inconnus. Ces derniers vont ensuite l'interroger mais il parvient à s'enfuir.
De retour à Los Angeles, Sydney est interrogée par Gordon Dean du bureau spécial d'investigation. Peu après, Jack apprend à sa fille que Michael Vaughn fait l'objet d'une enquête car il est soupçonné d'être un agent double.
Malgré l'enquête et les doutes, Sydney retrouve peu après Vaughn en cachette. Il lui révèle qu'il s'appelle en réalité André Michaux et qu'ils ne se sont pas rencontrés par hasard quand elle était au SD-6 quelques années plus tôt. Vaughn révèle faire partie du projet Prophète 5, tout comme son père avant lui. Ils rencontrent James Lehman, ancien collègue du père de Vaughn.
Alors que Sydney et Vaughn partent au Cap récupérer un document, Sydney apprend qu'elle est enceinte. 
Arvin Sloane est toujours incarcéré et s'inquiète pour sa fille Nadia, toujours dans le coma après avoir été contaminée par la machine de Mueller. Sloane et Jack se renseignent sur les liens de Vaughn avec Renée Rienne, une tueuse mondialement recherchée et surnommée "Le Corbeau".
Une nouvelle venue, Rachel Gibson, participe à la traque de Vaughn. Lors d'un échange d'informations en Italie, Vaughn se fait tirer dessus, sous les yeux de Sydney, par Gordon Dean. Il est ensuite hospitalisé dans un état grave. Alors que Sydney est à son chevet, Vaughn fait un arrêt cardiaque et meurt.
- Greg Grunberg et Mía Maestro quittent le générique, alors que Rachel Nichols, Élodie Bouchez et Balthazar Getty y font leur apparition. Balthazar Getty n'apparaît cependant pas dans cet épisode qui ne comporte pas de générique.
- Pour la première fois depuis le début de la série, l'intrigue du « season premiere » fait directement référence à Rambaldi.
- Jennifer Garner étant tombée enceinte, les scénaristes durent prendre en compte ce changement et inclure cet élément dans l'intrigue générale de la série.

### Épisode 2:Sans scrupule
- États-Unis : 6 octobre 2005 sur ABC
- France : 29 septembre 2006 sur M6

- Amanda Foreman (Carrie Bowman)
- Greg Grunberg (Eric Weiss)
- Larry Cedar (Heinrich Roemer)
- Kevin Cooney (Ahern)
- Christian Gill (Lars)
- David Marshall Grant (Ivan Curtis)

Quatre mois après le meurtre de Vaughn par le traître Gordon Dean et son associé Ivan Curtis, Sydney est toujours accablée de chagrin. À Londres, elle est parvenue à retrouver Renée Rienne, une tueur indépendante française recherchée notamment par la CIA. Celle-ci connaissait par ailleurs Michael Vaughn. Sydney et Renée tentent d'en savoir plus sur le mystérieux Prophète 5.
Sydney, Dixon et Weiss partent en mission à Amsterdam sur les traces de Curtis, celui qui a tué Vaughn. Dixon et Weiss approchent le trafiquant d'armes Heinrich Roemer, ancien du SD-6, qui doit fournir du nuridium à Curtis. Ce dernier est arrêté. Sydney l'interroge pour savoir où est Gordon Dean.
De son côté, Jack Bristow veut recruter un nouvel agent pour remplacer Vaughn au sein de l'APO. Il rencontre ainsi Thomas Grace, un ancien des forces spéciales.

### Épisode 3:Dans l'ombre
- États-Unis : 13 octobre 2005 sur ABC
- France : 29 septembre 2006 sur M6

- Amy Acker (Kelly Peyton)
- Tyrees Allen (Gordon Dean)
- Tiger Mendez (un scientifique turc)

À Istanbul, un virus mortel nommé Substance 33 est dérobé par une mystérieuse femme travaillant apparemment pour Gordon Dean. Toujours très marquée par le décès de Michael, Sydney est obligée de s'associer avec son remplaçant au sein de l'APO, Thomas Grace. Elle exprime ses réticences auprès de son père mais celui-ci précise que Dixon est occupé sur une mission impliquant Arvin Sloane.
Sydney part donc en mission à Prague avec Marshall et Thomas, pour rechercher le conteneur du virus volé. Ils y croisent Rachel Gibson, une espionne soupçonnée d'être impliquée dans des activités antipatriotiques. Elle travaille pour un groupe d'opérations noires, The Shed, dirigé par Gordon Dean et son associé meurtrier Kelly Peyton. Sydney et Tom doivent persuader Rachel d'infiltrer The Shed pour télécharger les fichiers informatiques de Dean, afin de savoir où la Substance 33 est cachée.

### Épisode 4:En péril
- États-Unis : 20 octobre 2005 sur ABC
- France : 6 octobre 2006 sur M6

- Amy Acker (Kelly Peyton)
- Tyrees Allen (Gordon Dean)
- Joel Bissonnette (en) (Keach)
- Rowena King (Pierpont)
- David Pressman (Walsh)
- Stephen Spinella (Harkin)

Alors qu'Arvin Sloane attend le résultat de sa condamnation pour trahison, un mystérieux associé de Gordon Dean le contacte. En échange d'une faveur, celui-ci persuadera les juges de statuer de l'acquiter. Pendant ce temps, Sydney et Tom doivent essayer de convaincre Rachel de les aider à attraper Gordon Dean, après l'explosion de Prague. Sydney et Rachel retournent d'ailleurs dans les ruines des bureaux du Shed. Rachel doit reconstruire le serveur informatique de Dean, afin que Tom et Dixon puissent vider les comptes bancaires de Dean aux îles Caïmans. Dean découvre que Rachel est toujours en vie, ce qui la met elle et Sydney en grave danger.

### Épisode 5:À l'air libre
- États-Unis : 27 octobre 2005 sur ABC
- France : 6 octobre 2006 sur M6

- Tyrees Allen (Gordon Dean)
- Patrick Bauchau (Luc Goursaud)
- Jennifer Hetrick (sénatrice Lewis)
- Ashlyn Sanchez (Renée, jeune)
- Sean Smith (directeur du magasin)

Sydney héberge Rachel chez elle. Elle est toujours recherchée par Gordon Dean. Quant à Jack, il retrouve Sloane qui a désormais été blanchi grâce à un accord avec une mystérieuse organisation criminelle.
Sydney et Tom se rendent à Marseille. Ils découvrent que Renée a volé un conteneur cryogénique contenant le corps congelé de son père, Luc Goursaud. Ils sont ensuite assiégés dans la cachette de Renée par un groupe de mercenaires qui veulent récupérer le corps du père de Renée.
Pendant ce temps, Rachel et Dixon se rendent à San Francisco pour aider Marshall à cambrioler un coffre-fort renfermants des fichiers concernant Luc Goursaud.

### Épisode 6:En solo
- États-Unis : 10 novembre 2005 sur ABC
- France : 13 octobre 2006 sur M6

- Amy Acker (Kelly Peyton)
- Tyrees Allen (Gordon Dean)
- Mía Maestro (Nadia Santos)
- Ian Patrick Williams (père)

En raison de la menace Gordon Dean, la famille de Rachel Gibson est placée dans le programme de protection des témoins. Dean, qui est parvenu à faire réintégrer Arvin Sloane au sein de l'APO, lui demande de retrouver un trafiquant en fuite nommé Janos Vak qui détiendrait une arme révolutionnaire. À Marseille, Renée parvient à trouver des informations capitales sur lui.
Très stressée, Rachel s'entraîne à combattre avec Thomas Grace. Sydney et son équipe infiltrent ensuite une fête officielle à l'ambassade de Chine à Bombay pour localiser Vak.

### Épisode 7:Fait accompli
- États-Unis : 17 novembre 2005 sur ABC
- France : 13 octobre 2006 sur M6

- Amy Acker (Kelly Peyton)
- Tyrees Allen (Gordon Dean)
- Mía Maestro (Nadia Santos)
- Erik Betts (le voleur)
- Carl Gilliard (Agent #1)
- Angus Macfadyen (Joseph Ehrmann)
- Keone Young (Pr Choy)

- L'arrêt d'Alias à la fin de cette saison est annoncé le 23 novembre 2005 soit quelques jours après la diffusion de cet épisode.
- À Rome, Sydney recroise le Pr Choy de l'université. Il apparaissait dans trois épisodes de la saison 1.

### Épisode 8:Amour mortel
- États-Unis : 7 décembre 2005 sur ABC
- France : 20 octobre 2006 sur M6

- David Anders (Julian Sark)
- Caroline Goodall (Elizabeth Powell)
- Ntare Mwine (Benjamin Masari)
- Michael Phenicie (Dr Lukas Basarov)
- Oleg Vidov (un ouvrier)

Un incident dans un train en Sibérie imploque une bombe à micro-pulsations. Cela amène l'APO à supposer qu'un agent du MI-6 a trahi son pays. Sydney et Jack se rendent dans le Yorkshire pour rencontrer une vieille connaissance de Jack, l'espionne britannique Elizabeth Powell. Celle-ci confirme qu'un agent double britannique possède cette arme.
La division envoie Rachel à São Paulo, où se trouve le Dr Lukas Basarov, l'inventeur de la bombe. Elle est chargée d'obtenir des informations sur cette arme. Cependant, un certain Bob Brown est également à la recherche des mêmes informations. Rachel a une brève aventure avec lui, mais de retour à l'agence, elle découvre qu'il s'agit de Julian Sark.

### Épisode 9:L'Horizon
- États-Unis : 14 décembre 2005 sur ABC
- France : 20 octobre 2006 sur M6

- Amy Acker (Kelly Peyton)
- Patrick Bauchau (Aldo Desantis)
- Michael Massee (Dr Gonzalo Burris)
- Kathe E. Mazur (Dr Lynn)
- Lena Olin (Irina Derevko, non créditée)
- Michael Vartan (Michael Vaughn, non crédité)

Dans un entrepôt de la CIA à San Francisco, Kelly Peyton vole des dossiers et archives qui concernent Michael Vaughn.
Sydney visite sa future maternité avec son père, alors que l'accouchement est prévu dans 3 semaines. Jack lui demande ensuite d'aller voir Renée pour en savoir plus sur les liens entre Vaughn et Prophète 5. Elles se retrouvent à Madrid où Sydney est enlevée par des agents de l'organisation criminelle, sur ordre d'Aldo Desantis. Elle est ensuite soumise à un état hypnotique d'après un protocole mené par le Dr Gonzalo Burris pour l'interroger plus facilement. Le procédé lui fait "voir" Michael Vaughn. La mystérieuse personne à la tête de Prophète 5 souhaite notamment savoir où se trouve The Horizon, un puissant dispositif.

### Épisode 10:Portée disparue
- États-Unis : 19 avril 2006 sur ABC
- France : 27 octobre 2006 sur M6

- Greg Grunberg (Eric Weiss)
- James Handy (le directeur Arthur Devlin)
- John Aylward (Jeffrey Davenport)
- Oleg Vidov (un ouvrier)

Sydney tente de s'échapper du cargo où elle est retenue en pleine mer par Prophète 5. Elle parvient à envoyer un message à l'APO mais il est intercepté par une taupe de la CIA travaillant pour l'organisation criminelle. L'APO obtient cependant une partie de la transmission. Pour récupérer Sydney, Rachel, Tom, Dixon et Marshall tentent de s'introduire dans une salle de serveurs sécurisée dans le QG de la CIA à Langley, pour obtenir la partie restante de la transmission. Mais Rachel et son équipe déclenchent une alarme. Ils parviennent à échapper grâce à l'aide Eric Weiss, ancien membre de l'APO. Bien que la transmission sur le disque dur soit abimée, l'APO est capable de savoir qui l'a corrompue. Jack organise une réunion avec les chefs de division de la CIA et est rapidement en mesure d'identifier la taupe.
- Élodie Bouchez n'apparaît plus au générique, ses apparitions sont maintenant créditées « Special Guest Star ». Amy Acker fait son apparition au générique, alors que Greg Grunberg est crédité en « Special Guest Star ».
- Cet épisode et le suivant ont été diffusés à la suite aux États-Unis.

### Épisode 11:Instinct maternel
- États-Unis : 19 avril 2006 sur ABC
- France : 27 octobre 2006 sur M6

- James Handy (le directeur Arthur Devlin)
- John Aylward (Jeffrey Davenport)
- Élodie Bouchez (Renée Rienne)
- Lama Chodak Gyatso Nubpa (Lama)
- Lena Olin (Irina Derevko)
- Michael Vartan (Michael Vaughn, non crédité)

L'ambulance transportant Jeffrey Davenport, la taupe de Prophète 5 au sein de la CIA, est attaquée. Irina Derevko le tue. La CIA supecte qu'une autre taupe l'a renseignée.
Enceinte de neuf mois, Sydney en congé de maternité et doit accoucher dans deux semaines. Elle reçoit la visite surprise lorsque sa mère, Irina Derevko. Cette dernière prétend être poursuivie par Prophète 5. Jack, Sydney et Irina se rendent à Vancouver pour voler The Horizon. Peyton et son équipe sont également présents. Jack doit les affronter, seul, alors que Sydney parvient à s'enfuir. De son côté, Dixon rencontre Renée Rienne à Paris pour obtenir des informations sur The Horizon.
- Michael Vartan apparaît encore cette fois dans l'épisode sans être crédité au générique, car on ne le voit qu'aux toutes dernières secondes de l'épisode.
- Lena Olin et Élodie Bouchez sont créditées en « Special Guest Stars ».
- Cet épisode et le précédent ont été diffusés à la suite[Où ?]. Ils forment un seul épisode de 1h30.

### Épisode 12:L'Élue
- États-Unis : 26 avril 2006 sur ABC
- France : 3 novembre 2006 sur M6

- Gina Torres (Anna Espinosa)
- Sterling K. Brown (l'agent Rance)
- Bradley Cooper (Will Tippin)
- Leland Crooke (le 3e homme)
- Angus Macfadyen (Joseph Ehrmann)
- Michael Massee (Dr Burris)

À Minsk, Arvin Sloane rencontre les 12 membres principaux de Prophète 5. On lui remet un rapport détaillé sur la manière de sauver Nadia. Prophète 5 exige en échange une dernière mission.
Dans une prison secrète, Kelly Peyton rencontre Anna Espinosa pour la recruter au sein de Prophète 5. Elle lui offre la possibilité de se venger de Sydney. Cette dernière vit ses premières semaines de maman auprès de sa fille, Isabelle. Elle échange malgré tout avec son père pour savoir où se trouve sa mère Irina Derevko.

### Épisode 13:30 secondes
- États-Unis : 3 mai 2006 sur ABC
- France : 3 novembre 2006 sur M6

- Mía Maestro (Nadia Santos)
- Élodie Bouchez (Renée Rienne)
- Gina Torres (Anna Espinosa)
- Angus Macfadyen (Joseph Ehrmann)

Prophète 5 est parvenu à obtenir l'ADN de Sydney. Il sert à faire d'Anna Espinosa une copie parfaite de l'espionne.
À Jaipur, Renée aide la "vraie" Sydney à recuperer des documents. À Barcelone, Sloane rencontre un membre de Prophète 5 à propos de l'antidote pour sauver sa fille Nadia. Il est cependant réticent à l'utiliser, car cela impliquerait d'arrêter son cœur avant de l'administrer. Il décide malgré tout de lui injecter. Cela fonctionne et Nadia se réveille. 
- Deux personnages importants sont tués lors de cet épisode.

### Épisode 14:Sixième sens
- États-Unis : 10 mai 2006 sur ABC
- France : 10 novembre 2006 sur M6

- David Anders (Julian Sark)
- Mía Maestro (Nadia Santos)
- Jennifer Garner (Anna Espinosa)
- Michael Vartan (Michael Vaughn)

Sydney et ses collègues de l'APO assistent aux funérailles de Nadia. L'autopsie de Renée révèle la présence d'un implant. Marshall tente de récupérer les informations contenues dans l'appareil. Le technicien découvre sur la puce le nom d'André Michaux, le vrai nom de Michael Vaughn. Pour en savoir plus, Jack et Sydney décident de contacter Vaughn qui est au Népal.
- Les trois guest stars de cet épisode sont créditées "Special Guest Star" et ont toutes les trois été créditées au générique de la série durant au moins une saison.
- David Anders ne dit pas un mot dans cet épisode.

### Épisode 15:Sans rancune
- États-Unis : 17 mai 2006 sur ABC
- France : 10 novembre 2006 sur M6

- David Anders (Julian Sark)
- Michael Vartan (Michael Vaughn)

À Hambourg, Sydney continue de se faire passer pour Anna Espinosa qui avait été dupliquée pour lui ressembler grâce au projet Helix. Elle se rend à Zurich aux côtés de Kelly Peyton. Elle y retrouve Arvin Sloane, qui a fini de déchiffrer la page 47 du manuscrit de Rambaldi. Elle découvre qu'Anna a été transformée en partie pour accomplir la prophétie de Rambaldi. Avec Peyton et Sloane, elle se rend à Rome pour s'infiltrer dans un monastère 

### Épisode 16:Le Dernier Élément
- États-Unis : 22 mai 2006 sur ABC
- France : 17 novembre 2006 sur M6

- David Anders (Julian Sark)
- Amanda Foreman (Carrie Bowman)
- Leland Crooke (3e homme)
- Michael Vartan (Michael Vaughn)

Sydney est en mission à Sydney. Alors que Marshall est à Bangkok, Vaughn est quant à lui à Londres. Tous tentent de localiser et photographier les 12 membres fondateurs de Prophète 5 à travers le monde. L'APO veut ensuite les arrêter tous en même temps pour anéantir l'organisation criminelle.
Arvin Sloane et Julian Sark tentent de convaincre Kelly Peyton de s'associer avec eux pour survivre, une fois que Prophète 5 n'aura plus besoin d'eux.
Thomas rend visite par surprise à Rachel. Il se confie sur la mort de sa femme, tuée par Allen Korman. Il finit pas s'éclipser alors que Julian Sark frappe à la porte de Rachel pour l'enlever.
- Cet épisode et le suivant ont été diffusés à la suite.
- Michael Vartan et David Anders sont crédités Special Guest Stars.

### Épisode 17:Un sentiment d'éternité
- États-Unis : 22 mai 2006 sur ABC
- France : 17 novembre 2006 sur M6

- David Anders (Julian Sark)
- Mía Maestro (Nadia Santos)
- Julia Di Angelo (Isabella)
- Merrin Dungey (Francine 'Francie' Calfo)
- Rachel Fox (Sydney, jeune)
- Navid Negahban (le contremaître)
- Lena Olin (Irina Derevko)
- Michael Vartan (Michael Vaughn)

Sydney a survécu à sa chute en montagne en Italie. Avant que Vaughn la retrouve, elle revoit des moments clefs de son enfance.
À Los Angeles, le QG de l'APO a été détruit par la bombe posée par Sark. Thomas s'est sacrifié pour que tout le monde puisse évacuer. Sloane, Sark et Peyton préparent une attaque majeure avec le vol de missiles longue portée. Ils bénéficient de l'aide d'un mystérieux allié basé à Hong Kong.
Sydney et ses collègues parviennent à appréhender Kelly Peyton. Elle leur apprend que Sloane veut attaquer deux grandes villes mondiales. Sloane est ensuite localisé en Mongolie où se trouve un bâtiment portant le logo de Rambaldi. Sloane entre dans le bâtiment et y trouve la tombe de Milo Rambaldi. Il y place la sphère qui déclenche la machine de Rambaldi. Jack, Sydney et Vaughn arrivent alors sur les lieux mais sont arrêtés par Sark et les hommes de Sloane. Pour forcer Sydney a lui rendre la sphère, Sloane tire sur Jack. Sydney réplique et tue Sloane. Sark s'enfuit avec la sphère. Il doit l'apporter à Irina Derevko à Hong Kong. Elle révèle à Sark que ses deux cibles sont Londres et Washington. Sydney fait face à sa mère qui lui montre sa totale détermination. Mère et fille s'affrontent violemment. Pendant ce temps, en Mongolie, Sloane est finalement "ressuscité" grâce à la tombe de Rambaldi et semble devenu immortel comme il me souhaitait depuis tant d'années. Mais Jack Bristow fait exploser une bombe pour que Sloane soit coincé dans la caverne pour l'éternité.
Sark finit par révéler à Vaughn les codes d'annulation des missiles. Marshall parvient à les stopper. Irina est tuée après avoir chuté d'un toit.
- Cet épisode et le précédent ont été diffusés à la suite.
- Michael Vartan, David Anders, Mía Maestro, Merring Dungey et Lena Olin sont crédités « Special Guest Stars ». Balthazar Getty n'apparaît pas dans cet épisode.
- L'épisode est entrecoupé de plusieurs flash-backs qui nous montrent notamment le moment où Sydney apprend l'accident de sa mère, alors qu'elle était enfant, son époque à la Fac avec Francie, le moment où elle a été recrutée par le SD-6...
- Initialement, cet épisode s'appelait And now for the... et devait être le premier d'un arc qui devait conclure la série. Il fut réécrit lorsque ABC décida de passer le nombre d'épisodes de 22 à 17.
- L'épisode suivant aurait dû s'appeler Big Bang.
- C'est le seul épisode de la série qui ne se termine pas par le logo ALIAS, mais par un message de remerciement : « Thank you for five incredible years » (« merci pour cinq incroyables années »).